# Paula Wagner
Paula Wagner (Youngstown, 12 dicembre 1946) è una produttrice cinematografica statunitense.

## Biografia
Nata nell'Ohio, si guadagna un BFA alla Carnegie Mellon School of Drama di Pittsburgh. Inizia la sua carriera come attrice, apparendo in produzioni teatrali di Broadway e off-Broadway, inoltre ha lavorato come commediografa, essendo coautrice della commedia Out of Our Father's House.
Nel corso degli anni diviene una della più importanti agenti dell'industria cinematografica, scopritrici di numerosi talenti. Agente per oltre quindici anni della Creative Artists Agency, che tra i suoi clienti ha annoverato Demi Moore, Liam Neeson, Kevin Bacon, Val Kilmer, Oliver Stone e Tom Cruise. Ha lavorato al fianco di Oliver Stone nei suoi film Nato il quattro luglio e The Doors.
Nel 1993, assieme a Tom Cruise, fonda la Cruise/Wagner Productions. Dalla loro collaborazione sono nati i film: Vanilla Sky, L'ultimo samurai, La guerra dei mondi e la serie completa di Mission: Impossible. Gli altri progetti includono The Others, Narc - Analisi di un delitto, Chiedi alla polvere ed Elizabethtown.
Il 2 novembre del 2006 la MGM ha annunciato che Wagner e Cruise hanno acquistato una piccola parte del pacchetto azionario della United Artists. Wagner fu nominata amministratrice delegata e Cruise fu incaricato della produzione.
È sposata con Rick Nicita, agente di Tom Cruise e co-presidente della Creative Artists Agency.
Nel 2006 è stata presidente di giuria al 63ª Mostra internazionale d'arte cinematografica di Venezia, più precisamente presidente della giuria del "Premio Venezia Opera Prima Luigi De Laurentiis".

## Filmografia parziale
- Mission: Impossible, regia di Brian de Palma (1996)
- Vanilla Sky, regia di Cameron Crowe (2001)
- Suspect Zero, regia di E. Elias Merhige (2004)
- La guerra dei mondi (War of the Worlds), regia di Steven Spielberg (2005) - Produttrice esecutiva
- Chiedi alla polvere (Ask the Dust), regia di Robert Towne (2006)
- The Eye, regia di David Moreau e Xavier Palud (2008)
- Death Race, regia di Paul W. S. Anderson (2008)
- Jack Reacher - La prova decisiva (Jack Reacher), regia di Christopher McQuarrie (2012)
- Jack Reacher - Punto di non ritorno (Jack Reacher: Never Go Back), regia di Edward Zwick (2016)
- Marcia per la libertà (Marshall), regia di Reginald Hudlin (2017)